# Grote Prijs Stad Zottegem 1985
Il Grote Prijs Stad Zottegem 1985, cinquantesima edizione della corsa, si svolse il 20 agosto 1985 su un percorso di 179 km, con partenza e arrivo a Zottegem. Fu vinto dal belga Raoul Bruyndonckx della Eurosoap-Crack Meubelen-Datakor davanti ai suoi connazionali Dirk De Wolf e Philippe Deleye.

## Ordine d'arrivo (Top 10)
| Pos. | Corridore         | Squadra                         | Tempo    |
| ---- | ----------------- | ------------------------------- | -------- |
| 1    | Raoul Bruyndonckx | Eurosoap-Crack Meubelen-Datakor | 4h07'26" |
| 2    | Dirk De Wolf      | Hitachi-Splendor-Sunair         |          |
| 3    | Philippe Deleye   | Fangio-Ecoturbo-Eylenbosch      |          |
| 4    | Marc Maertens     | TeVe Blad-Perlav                |          |
| 5    | Luc Wallays       | Tonissteiner-TW Rock-Basf-Humo  |          |
| 6    | Jan Nevens        | Kwantum Hallen-Decosol-Yoko     |          |
| 7    | Jacques Cambier   | Eurosoap-Crack Meubelen-Datakor |          |
| 8    | Marc Moens        | Eurosoap-Crack Meubelen-Datakor |          |
| 9    | Eddy Van Hoof     | Fangio-Ecoturbo-Eylenbosch      |          |
| 10   | Paul Sherwen      | La Redoute                      |          |